# Граматика српског језика
Српски језик је јужнословенски језик. Као основа стандардног српског језика узети су новоштокавски дијалекти.
Новоштокавски дијалекти разликују два изговора некадашњег гласа јат (Ҍ): екавски и ијекавски. Постоји и трећи, икавски, изговор, али он је регионална појава.

## Графија
Традиционално писмо српског језика је ћирилица. Након стварање Краљевства Срба, Хрвата и Словенаца, касније Краљевине Југославије, долази до наглог ширења латинице. Ћирилица и латиница се састоје од 30 графема истих вриједности.
Азбука је ћирилички графијски систем, а стандардни редослијед графема у српској азбуци је сљедећи:
 и .
Абецеда је латинички графијски систем, а стандардни редослијед графема у српској абецеди је сљедећи:
 и .
У ћирилици је спроведен фонолошки графијски принцип „један глас — једно слово” или лингвистичке речено „једна фонема — једна графема”.  Због тога су у латиници појединим словима додати дијакритици (Č č, Ć ć, Đ đ, Š š и Ž ž), али то није спроведено до краја, па су за ћириличне знаке Љљ, Њњ и Џџ, дати двословни знаци или диграми Lj lj, Nj nj и Dž dž.

## Фонологија
Фонологија српског језика за предмет има систем фонема српског језика које немају значење, али служе за разликовање језичких јединица које имају значење и од којих неке имају неколико гласовних реализација у говору. Фонолошки систем српског књижевног језика чини 25 неслоготворних и 5 слоготворних фонема. Ако се дуге и кратке слоготворне фоне рачунају одвојено онда има 12 слоготворних фонема.
Слоготворних фонеме су самогласници: А, Е, И, О и У; и вибратни гласник: Р.
Неслоготворне фонеме су гласници: В, М, Р (када је до самогласника), Л, Н, Љ, Њ, Ј (полусамогласник) и сугласници: П, Б, Ф, Т, Д, Ц, С, З, Ћ, Ђ, Ч, Џ, Ш, Ж, К, Г и Х.

## Морфологија
У језику постоји десет врста речи, од којих је пет промењивих а пет непромењивих. Промењиве су именице, заменице, бројеви, глаголи и придеви. Непромењиве су прилози, предлози, везници, узвици и речце.
Код промењивих речи постоји строга дистинкција између:
- три рода: мушки, женски, средњи
- седам падежа: номинатив, генитив, датив, акузатив, вокатив, инструментал, локатив
- два броја: једнина и множина

Категорија анимитета је важна за избор акузатива једнине именица о-основе и заменице. Анимичне именице имају облик акузатива исти као генитив, а неанимичне исти као номинатив. Ово је такође важно за придеве и бројеве који се слажу по падежу са именицама мушког рода.

### Именице
Српски језик има три основна типа деклинације, који се називају а-тип, е-тип и и-тип, названих према њиховом завршетку у генитиву једнине.

#### Именице a-типа
Овај тип одражава прасловенски o-корен, и карактеришу га завршеци (-o • -о), (-e • -е), или је без завршетка (-Ø) у номинативу једнине, и -a • -а у генитиву једнине. Садржи многе именице мушког рода и све именице средњег рода.
Овај тип именице има два завршетка за падеже: један за мушки род и други за средњи род:
| Падеж            | Једнина                      | Једнина                  | Множина              | Множина       |
| ---------------- | ---------------------------- | ------------------------ | -------------------- | ------------- |
|                  | мушки                        | средњи                   | мушки                | средњи        |
| Номинатив (N)    | -Ø, (-o • -о), (-e • -е)     | (-o • -о), (-e • -е), -Ø | (-i • -и)            | (-a • -а)     |
| Генитив (G)      | (-a • -а)                    | (-a • -а)                | (-ā • -а̄), (-ī • -ӣ) | (-ā • -а̄)     |
| Датив (D)        | (-u • -у)                    | (-u • -у)                | (-ima • -има)        | (-ima • -има) |
| Акузатив (A)     | =N или G                     | =N                       | (-e • -е)            | =N            |
| Вокатив (V)      | (-e • -е), (-u • -у), или =N | =N                       | =N                   | =N            |
| Инструментал (I) | (-om • -ом), (-em • -ем)     | (-om • -ом), (-em • -ем) | =D                   | =D            |
| Локатив (L)      | =D                           | =D                       | =D                   | =D            |

Нулти (непостојећи) завршетак -Ø је за именице мушког рода које се завршавају сугласником у номинативу једнине, и за именице средњег рода које се завршавају са -е који је део корена речи.
Алтернативни завршеци  у NVI једнине су одређени сугласником на крају корена  ако је у питању палатални сугласник користи се први завршетак, у супротном ако није палатал у питању користи се потоњи завршетак.

##### Именице мушког рода
Именице мушког рода које припадају овом типу деклинације су оне које нису хипокористици, и оне које се не завршавају се -a • -а, које пак подлежу деклинацији типа е-.
Према облику номинатива једнине оне се деле у 2 категорије:
1. именице без завршетка (-Ø) у номинативу једнине (12 деклинационих образаца)
2. именице које се завршавају на -o • -о или -e • -е у у номинативу једнине (2 деклинациона обрасца)

| Образац 1 - Именице без „непостојаног а" |          |          |           |           |
| Падеж                                    | Једнина  | Једнина  | Множина   | Множина   |
| N                                        | ìzvor    | ѝзвор    | ìzvor-i   | ѝзвор-и   |
| G                                        | ìzvor-a  | ѝзвор-а  | ȉzvōr-a   | и̏зво̄р-а   |
| D                                        | ìzvor-u  | ѝзвор-у  | ìzvor-ima | ѝзвор-има |
| A                                        | ìzvor    | ѝзвор    | ìzvor-e   | ѝзвор-е   |
| V                                        | ìzvor-e  | ѝзвор-е  | ìzvor-i   | ѝзвор-и   |
| L                                        | ìzvor-u  | ѝзвор-у  | ìzvor-ima | ѝзвор-има |
| I                                        | ìzvor-om | ѝзвор-ом | ìzvor-ima | ѝзвор-има |

| Образац 2 - Именице са „непостојаним а“ |                   |                       |
| Падеж                                   | Једнина           | Множина               |
| N                                       | nȍk-a-t • но̏к-а-т | nȍkt-i • но̏кт-и       |
| G                                       | nȍkt-a • но̏кт-а   | nȍk-ā-t-ā • но̏к-а̄-т-а̄ |
| D                                       | nȍkt-u • но̏кт-у   | nȍkt-ima • но̏кт-има   |
| A                                       | nȍk-a-t • но̏к-а-т | nȍkt-e • но̏кт-е       |
| V                                       | nȍkt-e • но̏кт-е   | nȍkt-i • но̏кт-и       |
| L                                       | nòkt-u • но̀кт-у   | nȍkt-ima • но̏кт-има   |
| I                                       | nȍkt-om • но̏кт-ом | nȍkt-ima • но̏кт-има   |

| Образац 3 - Именице које се завршавају на -in • -ин |                             |                         |
| Падеж                                               | Једнина                     | Множина                 |
| N                                                   | grȁđan-in • гра̏ђан-ин       | grȁđan-i • гра̏ђан-и     |
| G                                                   | grȁđan-in-a • гра̏ђан-ин-а   | grȁđān-ā • гра̏ђа̄н-а̄     |
| D                                                   | grȁđan-in-u • гра̏ђан-ин-у   | grȁđan-ima • гра̏ђан-има |
| A                                                   | grȁđan-in-a • гра̏ђан-ин-а   | grȁđan-e • гра̏ђан-е     |
| V                                                   | grȁđan-in-e • гра̏ђан-ин-е   | grȁđan-i • гра̏ђан-и     |
| L                                                   | grȁđan-in-u • гра̏ђан-ин-у   | grȁđan-ima • гра̏ђан-има |
| I                                                   | grȁđan-in-om • гра̏ђан-ин-ом | grȁđan-ima • гра̏ђан-има |

| Образац 4 | Именице које се завршавају на -k • -к | Именице које се завршавају на -k • -к | Именице које се завршавају на -g • -г | Именице које се завршавају на -g • -г | Именице које се завршавају на -h • -х | Именице које се завршавају на -h • -х |
| Падеж     | Једнина                               | Множина                               | Једнина                               | Множина                               | Једнина                               | Множина                               |
| N         | vòjnīk • во̀јнӣк                       | vojníc-i • војни́ц-и                   | bùbreg • бу̀брег                       | bùbrez-i • бу̀брез-и                   | tr̀buh • тр̀бух                         | tr̀bus-i • тр̀бус-и                     |
| G         | vojník-a • војни́к-а                   | vojník-ā • војни́к-а̄                   | bùbreg-a • бу̀брег-а                   | bȕbrēg-ā • бу̏бре̄г-а̄                   | tr̀buh-a • тр̀бух-а                     | tȑbūh-ā • тр̏бӯх-а̄                     |
| D         | vojník-u • војни́к-у                   | vojníc-ima • војни́ц-има               | bùbreg-u • бу̀брег-у                   | bùbrez-ima • бу̀брез-има               | tr̀buh-u • тр̀бух-у                     | tr̀bus-ima • тр̀бус-има                 |
| A         | vojník-a • војни́к-а                   | vojník-e • војни́к-е                   | bùbreg-a • бу̀брег-а                   | bùbreg-e • бу̀брег-е                   | tr̀buh-a • тр̀бух-а                     | tr̀buh-e • тр̀бух-е                     |
| V         | vȍjnīč-e • во̏јнӣч-е                   | vojníc-i • војни́ц-и                   | bùbrež-e • бу̀бреж-е                   | bùbrez-i • бу̀брез-и                   | tr̀buš-e • тр̀буш-е                     | tr̀bus-i • тр̀бус-и                     |
| L         | vojník-u • војни́к-у                   | vojníc-ima • војни́ц-има               | bùbreg-u • бу̀брег-у                   | bùbrez-ima • бу̀брез-има               | tr̀buh-u • тр̀бух-у                     | tr̀bus-ima • тр̀бус-има                 |
| I         | vojník-om • војни́к-ом                 | vojníc-ima • војни́ц-има               | bùbreg-om • бу̀брег-ом                 | bùbrez-ima • бу̀брез-има               | tr̀buh-om • тр̀бух-ом                   | tr̀bus-ima • тр̀бус-има                 |

| Образац 5 - Именице које се завршавају на -(a)k • -(а)к |                     |                         |
| Падеж                                                   | Једнина             | Множина                 |
| N                                                       | čvór-a-k • чво́р-а-к | čvórc-i • чво́рц-и       |
| G                                                       | čvórk-a • чво́рк-а   | čvȏr-ā-k-ā • чво̑р-а̄-к-а̄ |
| D                                                       | čvórk-u • чво́рк-у   | čvórc-ima • чво́рц-има   |
| A                                                       | čvórk-a • чво́рк-а   | čvórk-e • чво́рк-е       |
| V                                                       | čvȏrč-e • чво̑рч-е   | čvórc-i • чво́рц-и       |
| L                                                       | čvórk-u • чво́рк-у   | čvórc-ima • чво́рц-има   |
| I                                                       | čvórk-om • чво́рк-ом | čvórc-ima • чво́рц-има   |

| Образац 6 - Именице које се завршавају на палатални сугласник |                  |                          |                    |                        |                     |                             |
| Падеж                                                         | Једнина          | Множина                  | Једнина            | Множина                | Једнина             | Множина                     |
| N                                                             | pȃnj • па̑њ       | pánj-ev-i • па́њ-ев-и     | ráž-a-nj • ра́ж-а-њ | rážnj-i • ра́жњ-и       | prȋšt • при̑шт       | príšt-ev-i • при́шт-ев-и     |
| G                                                             | pánj-a • па́њ-а   | pánj-ēv-ā • па́њ-е̄в-а̄     | rážnj-a • ра́жњ-а   | ráž-ā-nj-ā • ра́ж-а̄-њ-а̄ | príšt-a • при́шт-а   | príšt-ēv-ā • при́шт-е̄в-а̄     |
| D                                                             | pánj-u • па́њ-у   | pánj-ev-ima • па́њ-ев-има | rážnj-u • ра́жњ-у   | rážnj-ima • ра́жњ-има   | príšt-u • при́шт-у   | príšt-ev-ima • при́шт-ев-има |
| A                                                             | pȃnj • па̑њ       | pánj-ev-e • па́њ-ев-е     | ráž-a-nj • ра́ж-а-њ | rážnj-e • ра́жњ-е       | prȋšt • при̑шт       | príšt-ev-e • при́шт-ев-е     |
| V                                                             | pȃnj-u • па̑њ-у   | pánj-ev-i • па́њ-ев-и     | rážnj-u • ра́жњ-у   | rážnj-i • ра́жњ-и       | prȋšt-u • при̑шт-у   | príšt-ev-i • при́шт-ев-и     |
| L                                                             | pánj-u • па́њ-у   | pánj-ev-ima • па́њ-ев-има | rážnj-u • ра́жњ-у   | rážnj-ima • ра́жњ-има   | príšt-u • при́шт-у   | príšt-ev-ima • при́шт-ев-има |
| I                                                             | pánj-em • па́њ-ем | pánj-ev-ima • па́њ-ев-има | rážnj-em • ра́жњ-ем | rážnj-ima • ра́жњ-има   | príšt-em • при́шт-ем | príšt-ev-ima • при́шт-ев-има |

| Образац 7 - Именице које се завршавају на -c • -ц |                     |                             |                     |                         |
| Падеж                                             | Једнина             | Множина                     | Једнина             | Множина                 |
| N                                                 | strȋc • стри̑ц       | stríč-ev-i • стри́ч-ев-и     | klȉn-a-c • кли̏н-а-ц | klȋnc-i • кли̑нц-и       |
| G                                                 | stríc-a • стри́ц-а   | stríč-ēv-ā • стри́ч-е̄в-а̄     | klȋnc-a • кли̑нц-а   | klȉn-ā-c-ā • кли̏н-а̄-ц-а̄ |
| D                                                 | stríc-u • стри́ц-у   | stríč-ev-ima • стри́ч-ев-има | klȋnc-u • кли̑нц-у   | klȋnc-ima • кли̑нц-има   |
| A                                                 | stríc-a • стри́ц-а   | stríč-ev-e • стри́ч-ев-е     | klȉn-a-c • кли̏н-а-ц | klȋnc-e • кли̑нц-е       |
| V                                                 | strȋč-e • стри̑ч-е   | stríč-ev-i • стри́ч-ев-и     | klȋnč-e • кли̑нч-е   | klȋnc-i • кли̑нц-и       |
| L                                                 | stríc-u • стри́ц-у   | stríč-ev-ima • стри́ч-ев-има | klȋnc-u • кли̑нц-у   | klȋnc-ima • кли̑нц-има   |
| I                                                 | stríc-em • стри́ц-ем | stríč-ev-ima • стри́ч-ев-има | klȋnc-em • кли̑нц-ем | klȋnc-ima • кли̑нц-има   |

| Образац 8 - Именице које се завршавају на -lac • -лац |                           |                               |
| Падеж                                                 | Једнина                   | Множина                       |
| N                                                     | posètil-a-c • посѐтил-а-ц | posètioc-i • посѐтиоц-и       |
| G                                                     | posètioc-a • посѐтиоц-а   | posètil-ā-c-ā • посѐтил-а̄-ц-а̄ |
| D                                                     | posètioc-u • посѐтиоц-у   | posètioc-ima • посѐтиоц-има   |
| A                                                     | posètioc-a • посѐтиоц-а   | posètioc-e • посѐтиоц-е       |
| V                                                     | posètioč-e • посѐтиоч-е   | posètioc-i • посѐтиоц-и       |
| L                                                     | posètioc-u • посѐтиоц-у   | posètioc-ima • посѐтиоц-има   |
| I                                                     | posètioc-em • посѐтиоц-ем | posètioc-ima • посѐтиоц-има   |

| Образац 9 - Именице које се завршавају на -o • -о |                     |                       |                 |                     |
| Падеж                                             | Једнина             | Једнина               | Множина         | Множина             |
| N                                                 | pȅpeo • пе̏пео       | pȅpel-i • пе̏пел-и     | ȕgao • у̏гао     | ȕgl-i • у̏гл-и       |
| G                                                 | pȅpel-a • пе̏пел-а   | pȅpēl-ā • пе̏пе̄л-а̄     | ȕgl-a • у̏гл-а   | ȕg-ā-l-ā • у̏г-а̄-л-а̄ |
| D                                                 | pȅpel-u • пе̏пел-у   | pȅpel-ima • пе̏пел-има | ȕgl-u • у̏гл-у   | ȕgl-ima • у̏гл-има   |
| A                                                 | pȅpeo • пе̏пео       | pȅpel-e • пе̏пел-е     | ȕg-a-o • у̏г-а-о | ȕgl-e • у̏гл-е       |
| V                                                 | pȅpel-e • пе̏пел-е   | pȅpel-i • пе̏пел-и     | ȕgl-e • у̏гл-е   | ȕgl-i • у̏гл-и       |
| L                                                 | pȅpel-u • пе̏пел-у   | pȅpel-ima • пе̏пел-има | ȕgl-u • у̏гл-у   | ȕgl-ima • у̏гл-има   |
| I                                                 | pȅpel-om • пе̏пел-ом | pȅpel-ima • пе̏пел-има | ȕgl-om • у̏гл-ом | ȕgl-im • у̏гл-им     |

| Образац 10 - Именица čȍv(j)ek • чо̏в(ј)ек |                           |                    |
| Падеж                                    | Једнина                   | Множина            |
| N                                        | čȍv(j)ek • чо̏в(ј)ек       | ljȗd-i • љу̑д-и     |
| G                                        | čȍv(j)ek-a • чо̏в(ј)ек-а   | ljúd-ī • љу́д-ӣ     |
| D                                        | čȍv(j)ek-u • чо̏в(ј)ек-у   | ljúd-ima • љу́д-има |
| A                                        | čȍv(j)ek-a • чо̏в(ј)ек-а   | ljȗd-e • љу̑д-е     |
| V                                        | čȍv(j)eč-e • чо̏в(ј)еч-е   | ljȗd-i • љу̑д-и     |
| L                                        | čȍv(j)ek-u • чо̏в(ј)ек-у   | ljúd-ima • љу́д-има |
| I                                        | čȍv(j)ek-om • чо̏в(ј)ек-ом | ljúd-ima • љу́д-има |

| Образац 11 - Именице на -e • -е или -o • -о |                   |                     |
| Падеж                                       | Једнина           | Множина             |
| N                                           | bìfē • бѝфе̄       | bifè-i • бифѐ-и     |
| G                                           | bifè-a • бифѐ-а   | bifé-ā • бифе́-а̄     |
| D                                           | bifè-u • бифѐ-у   | bifè-ima • бифѐ-има |
| A                                           | bìfē • бѝфе̄       | bifè-e • бифѐ-е     |
| V                                           | bȉfe-u • би̏фе-у   | bifè-i • бифѐ-и     |
| L                                           | bifè-u • бифѐ-у   | bifè-ima • бифѐ-има |
| I                                           | bifè-om • бифѐ-ом | bifè-ima • бифѐ-има |

| Образац 12 - Именице које се завршавају на -i • -и |                     |                       |                       |                         |
| Падеж                                              | Једнина             | Једнина               | Множина               | Множина                 |
| N                                                  | žìrī • жѝрӣ         | žirìj-i • жирѝј-и     | tàksi • та̀кси         | tàksij-i • та̀ксиј-и     |
| G                                                  | žirìj-a • жирѝј-а   | žiríj-ā • жири́ј-а̄     | tàksij-a • та̀ксиј-а   | tàksij-ā • та̀ксиј-а̄     |
| D                                                  | žirìj-u • жирѝј-у   | žirìj-ima • жирѝј-има | tàksij-u • та̀ксиј-у   | tàksij-ima • та̀ксиј-има |
| A                                                  | žìrī • жѝрӣ         | žirìj-e • жирѝј-е     | tàksi • та̀кси         | tàksij-e • та̀ксиј-е     |
| V                                                  | žȉrij-u • жи̏риј-у   | žirìj-i • жирѝј-и     | tàksij-u • та̀ксиј-у   | tàksij-i • та̀ксиј-и     |
| L                                                  | žirìj-u • жирѝј-у   | žirìj-ima • жирѝј-има | tàksij-u • та̀ксиј-у   | tàksij-ima • та̀ксиј-има |
| I                                                  | žirìj-em • жирѝј-ем | žirìj-ima • жирѝј-има | tàksij-em • та̀ксиј-ем | tàksij-ima • та̀ксиј-има |

| Образац 13 - Лична имена |                       |                     |
| Падеж                    | Непалатална парадигма | Палатална парадигма |
| N                        | Dànil-o • Да̀нил-о     | Hȑvoj-e • Хр̏вој-е   |
| G                        | Dànil-a • Да̀нил-а     | Hȑvoj-a • Хр̏вој-а   |
| D                        | Dànil-u • Да̀нил-у     | Hȑvoj-u • Хр̏вој-у   |
| A                        | Dànil-a • Да̀нил-а     | Hȑvoj-a • Хр̏вој-а   |
| V                        | Dànil-o • Да̀нил-о     | Hȑvoj-e • Хр̏вој-е   |
| L                        | Dànil-u • Да̀нил-у     | Hȑvoj-u • Хр̏вој-у   |
| I                        | Dànil-om • Да̀нил-ом   | Hȑvoj-em • Хр̏вој-ем |

| Образац 14 - Хипокористици на -ko • -ко |                             |                               |
| Падеж                                   | Непалатална парадигма       | Палатална парадигма           |
| N                                       | raščupànk-o • рашчупа̀нк-о   | raščupànc-i • рашчупа̀нц-и     |
| G                                       | raščupànk-a • рашчупа̀нк-а   | raščupánk-ā • рашчупа́нк-а̄     |
| D                                       | raščupànk-u • рашчупа̀нк-у   | raščupànc-ima • рашчупа̀нц-има |
| A                                       | raščupànk-a • рашчупа̀нк-а   | raščupànk-e • рашчупа̀нк-е     |
| V                                       | rȁščupank-o • ра̏шчупанк-о   | raščupànc-i • рашчупа̀нц-и     |
| L                                       | raščupànk-u • рашчупа̀нк-у   | raščupànc-ima • рашчупа̀нц-има |
| I                                       | raščupànk-om • рашчупа̀нк-ом | raščupànc-ima • рашчупа̀нц-има |

Именице мушког рода које се завршавају на -o • -о или -e • -е представљају специјалне случајеве. Углавном су то лична имена, хипокористици или позајмице из страних језика.

##### Именице средњег рода
|               | једнина | множина |
| ------------- | ------- | ------- |
| Номинатив     | -o/e    | -a      |
| Генитив       | -a      | -a      |
| Датив/Локатив | -u      | -ima    |
| Акузатив      | -o/e    | -a      |
| Вокатив       | -o/e    | -a      |
| Инструментал  | -om/em  | -ima    |

Код неких именица средњег рода додаје се 'н' или 'т' пре самог деклиновања.
|               | једнина  | множина   |
| ------------- | -------- | --------- |
| Номинатив     | -e       | -(n/t)a   |
| Генитив       | -(n/t)a  | -(n/t)a   |
| Датив/Локатив | -(n/t)u  | -(n/t)ima |
| Акузатив      | -e       | -(n/t)a   |
| Вокатив       | -e       | -(n/t)a   |
| Инструментал  | -(n/t)om | -(n/t)ima |

#### Именице е-типа
Овај тип именица одражава прасловенски а-корен, и карактерише га завршетак -a • -а у номинативу једнине и -ē • -е̄ у генитиву једнине. It contains most of the feminine nouns, and a small number of masculines.
|               | једнина | множина |
| ------------- | ------- | ------- |
| Номинатив     | -a      | -e      |
| Генитив       | -e      | -a      |
| Датив/Локатив | -i      | -ama    |
| Акузатив      | -u      | -e      |
| Вокатив       | -o/a    | -e      |
| Инструментал  | -om     | -ama    |

#### Именице и-типа
Овај тип именица одражава прасловенски и-корен, и карактеристичан је по томе што нема завршетак у номинативу једнине и завршетак -i • и у генитиву једнине. Садржи преостале именице женског рода које нису е-тима (a-корен).
|               | једнина | множина |
| ------------- | ------- | ------- |
| Номинатив     | -       | -i      |
| Генитив       | -i      | -i      |
| Датив/Локатив | -i      | -ima    |
| Акузатив      | -0      | -i      |
| Вокатив       | -i      | -i      |
| Инструментал  | -i/ju   | -ima    |

Код неких именица женског рода (претежно страних личних имена) деклинација не постоји већ су сви облици једнаки у свим падежима и бројевима. 

### Заменице
Личне заменице
| Падеж        | 1. лице једн. | 2. лице једн. | 3. лице једн. (м/ж/ср) | 1. лице мн. | 2. лице мн. | 3. лице мн.     |
| ------------ | ------------- | ------------- | ---------------------- | ----------- | ----------- | --------------- |
| Номинатив    | ја            | ти            | он / она / оно         | ми          | ви          | они / оне / она |
| Генитив      | мене          | тебе          | њега / ње / њега       | нас         | вас         | њих             |
| Датив        | мени          | теби          | њему / њој / њему      | нама        | вама        | њима            |
| Акузатив     | мене          | тебе          | њега / њу / њега       | нас         | вас         | њих             |
| Вокатив      | --            | ти            | --                     | --          | ви          | --              |
| Инструментал | (са) мном     | (са) тобом    | (са) њим / њом / њим   | (са) нама   | (са) вама   | (са) њима       |
| Локатив      | (о) мени      | (о) теби      | (о) њему / њој / њему  | (о) нама    | (о) вама    | (о) њима        |

### Придеви
Неке деклинације придева су исте као и за именице, па могу и да се римују: велика кућа (ном. једн.), велику кућу (акуз. једн.). Друге могу да одступају: једним кликом (инстр. једн. м. род.).

### Бројеви
Код бројева су променљиви само бројеви од један до четири, где се један може мењати по падежима, роду и броју, два по падежима и роду, а три и четири само по падежима. Код два, три и четири(посебно је овакав случај код три и четири) се најчешће користи само номинатив а други падежи, иако постојани, се не користе нпр. "Купио сам ово код оних четири жена"  уместо  "Купио сам ово код оних четирију жена"
| Падежи        | Једн. (м/ж/ср)       | Множ. (м/ж/ср)    |
| Номинатив     | један/једна/једно    | једни/једне/једна |
| Генитив       | једног/једне/једног  | једних            |
| Датив/Локатив | једном/једној/једном | једним            |
| Акузатив      | једног/једну/једно   | једне/једне/једна |
| Инструментал  | једним/једном/једним | једним            |

### Глаголи
Као и у другим словенским језицима, и овде глаголи имају особину граматичког вида : пефекат и имперфекат.  Постојање вида глагола компензује релативни недостатака глаголских времена која постоје нпр. у германским и романским језицима: глагол већ садржи информацију да ли је акција свршена или траје.
Глаголи у словенским језицима у глобалу имају релативно мали број основа  од којих се мноштво значења постиже додавањем префикса.

#### Глаголска времена
Индикатив  има седам глаголских времена: презент (садашње време), перфекат (прошло време), футур први и други (будуће и предбудуће време), плусквамперфекат (давно прошло време), аорист (пређашње свршено време) и имперфекат (пређашње несвршено време). Потоња два нису често у употреби у свакодневном говору , а поготову имперфекат. Презент, аорист и имперфекат се мењају инфлекцијом, док су остала времена перифрастична:
- Перфекат се гради од  презента глагола бити заједно са партиципом перфекта, нпр. сам радио (или радио сам, где редослед зависи од реченице).
- Футур први се гради од крњег презента глагола хтети заједно са инфинитивом, нпр. ћемо кухати (или кухаћемо, када се инфинитивни маркер -ти елидира, а основа се спаја са презентом глагола хтети у једну реч).
- Футур други (предбудуће време или егзактни футур)  се гради од презентаглагола бити заједно са партиципом перфекта, нрп буду ишли.
- Плусквамперфекат, који се не користи често, се гради од сложеног  прошлог времена глагола бити заједно са партиципом перфекта, нпр. био сам дошао, или (архаично) од имперфекта глагола бити са партиципом, нпр. бејах дошао.

#### Глаголски начин
Осим индикатива, користи се и императив (заповедни начин), потенцијал (могућни начин), и оптатив. Облик императива варира у зависности од врсте глагола, и гради се додавањем одговарајуће морфеме на глаголску основу. Потенцијал I (садашњи) се гради од аориста глагола бити заједно са партиципом перфекта (осим у случају трећег лица множине), док се потенцијал  (прошли) гради од партиципа перфекта и аориста глагола бити, заједно са партиципом перфекта главног глагола. Неки уџбеници граматике сврставају футур II као кондиционал глаголско време, или чак и као посебан глаголски начин. 
Оптатив је према својој форми идентичан партиципу перфекта. Користи се када говорник жели да изрази јаку жељу, нпр. Живио предсједник!, Сјеме ти се затрло! (архаична клетва из појединог дијалекта), итд.
Неки аутори сматрају да постоји глаголски начин субјунктив, који се гради помоћу да и презента индикатива, али многи уџбеници граматике га третирају као презент индикатива.

#### Глаголски вид
Глаголски вид је као у свим словенским језицима, уграђен у сам глагол, за разлику од неких других граматика које га изражавају различитим глаголским временима.
Глаголски вид се сматра најзахтевнијим делом граматике језика.  Иако постоји у свим осталим словенским језицима, чак и онима који знају неки од других словенских језика се може десити да никада не науче да исправно употребљавају овај облик, иако је могуће разумети их са можда покојим проблемом. Иако постоје двоаспектни глаголи, углавном они изведени помоћу суфикса -ирати или -овати, за већину глагола не постоји такво правило него су или свршени (перфективни) или несвршени (имперфективни). Скоро сви једноаспектни глаголи су чланови пара перфективни/имперфективни. Када се учи језик, мора се научити његов глаголски вид, као и одговарајући глагол супротног глаголског вида, нпр. прати (несвршени) је пар са опрати (свршени глагол). Упаривање међутим није увек једнозначно: неки глаголи просто немају свог супарника у глаголском виду, као нпр. изгледати или садржати. У неким другим случајевима глагола постоје алтернативе са нешто друкчијим значењем.
Две су парадигме у формирању глаголских парова.  У једној основни глагол је несвршен као нпр. прати, и тада се свршени глагол формира додавање префикса у овом случају 'o-' па се добија опрати. Друга налаже да је корен глагола перфективан, и онда се несвршени глагол добија или изменом корена: дигнути→дизати или убацивањем интерфикса стати→стајати.
Образац који се често среће може се илустровати примером глагола писати. Писати је несвршен глагол, тако да се њему додаје префикс у овом случају на- да би се добио свршени написати. Али ако му се додају неки други префикси који мењају значење, основни глагол постаје свршени: записати или преписати. Пошто су и ови основни глаголи свршени, треба им додати интерфикс да би се формирали несвршени глаголи: записивати и преписивати.

#### Конјугација
Постоје три типа конјугације глагола:
- 1. 'а': скоро сви глаголи овог типа се завршавају на '-ати'.
  2. 'е': глаголи који се завршавају на '-нути' и неправилни глаголи. Глогали који се завршавају на '-овати', '-ивати' прелазе у '-ује-' када се конјугују (тровати, постаје трујем, трује итд.)
  3. 'и': скоро сви глаголи који се завршавају на '-јети' или '-ити' су овг типа.

| Лице       | читати  | читати  | прати (неправилан) | прати (неправилан) | видјети (-јети или -ити) | видјети (-јети или -ити) |
| Лице       | једнина | множина | једнина            | множина            | једнина                  | множина                  |
| ---------- | ------- | ------- | ------------------ | ------------------ | ------------------------ | ------------------------ |
| Прво лице  | читам   | читамо  | перем              | перемо             | видим                    | видимо                   |
| Друго лице | читаш   | читате  | переш              | перете             | видиш                    | видите                   |
| Треће лице | чита    | читају  | пере               | перу               | види                     | виде                     |

##### Помоћни глаголи

###### Глаголјесам
Глагол јесам се често сматра глаголом „бити“ у садашњем времену. То је дефектни глагол. Нема свој облик инфинитива. Облик јесам је прво лице једнине презента овог глагола. и има само облике у презенту:
| Заменица      | Презент                | Презент                    | Презент (одречни облик) |
| Заменица      | Дуги (наглашени) облик | Кратки (ненаглашени) облик | Презент (одречни облик) |
| ------------- | ---------------------- | -------------------------- | ----------------------- |
| Ја            | јесам                  | сам                        | нисам                   |
| Ти            | јеси                   | си                         | ниси                    |
| Он, Она, Оно  | јесте                  | је                         | није                    |
| Ми            | јесмо                  | смо                        | нисмо                   |
| Ви            | јесте                  | сте                        | нисте                   |
| Они, Оне, Она | јесу                   | су                         | нису                    |

Као што је наведено глагол јесам се често сматра глаголом „бити“ у садашњем времену. Ако се тако посматра онда би се могло рећи да се његов кратки облик (али и дуги у нешто измењеном значењу) користи као копула. у изјавним реченицама типа: „Он је ученик“. С друге стране употреба „правог облика“ глагола бити у презенту је ограничена - на прављење егзактног футура (футура другог) или у условним реченицама кад се односе на будуће време. Граматичари су у ствари одлучили да уведу глагол јесам као други помоћни глагол (глагол хтјети је трећи) да би разрешили забуну око тога да један глагол има у презенту две различите конјугације.

###### Глаголбити
Глагол бити један од најчешћих неправилних глагола конјугује се на следећи начин:
| Заменица      | Презент | Футур              | Футур          | Прошло време                     | Прошло време  | Прошло време              | Прошло време             |
| Заменица      | Презент | први               | други          | перфекат                         | аорист        | имперфекат                | плусквамперфекат         |
| ------------- | ------- | ------------------ | -------------- | -------------------------------- | ------------- | ------------------------- | ------------------------ |
| Ја            | будем   | ћу бити / бићу     | будем био/ла   | сам био/ла; био/ла сам           | бих           | бијах / бејах / бех       | био/ла сам био/ла        |
| Ти            | будеш   | ћеш бити / бићеш   | будеш био/ла   | си био/ла; био/ла си             | би            | бијаше / бејаше / беше    | био/ла си био/ла         |
| Он, Она, Оно  | буде    | ће бити / биће     | буде био/ла/ло | је био/ла/ло; био/ла/ло је       | би            | бијаше / бејаше / беше    | био/ла/ло је био/ла/ло   |
| Ми            | будемо  | ћемо бити / бићемо | будемо били/ле | смо били/ле; били/ле смо         | бисмо         | бијасмо / бејасмо / бесмо | били/ле смо били/ле      |
| Ви            | будете  | ћете бити / бићете | будете били/ле | сте били/ле; били/ле сте         | бисте / бесте | бијасте / бејасте / бесте | били/ле сте били/ле      |
| Они, Оне, Она | буду    | ће бити / биће     | буду били/ле/  | су били/биле/била; били/ле/ла су | би/ бише      | бијаху / бејаху / беху    | били/ле/ла су били/ле/ла |

##### Правилни глаголи
Систем конјугације правилних глагола је донекле комплексан. Постоји неколико категорија глагола које се разликују на основу одлика заједничких за глаголе те категорије.
Глагол радити
| Заменица      | Презент | Футур       | Футур             | Прошло време                             | Прошло време | Прошло време     | Прошло време               |
| Заменица      | Презент | први        | други             | перфекат                                 | аорист       | имперфекат       | плусквамперфекат           |
| ------------- | ------- | ----------- | ----------------- | ---------------------------------------- | ------------ | ---------------- | -------------------------- |
| Ја            | radim   | ću raditi   | budem radio/la    | sam radio/la; radio/la sam               |              | rad+ah>rađah     | bio/la sam radio/la        |
| Ti            | radiš   | ćeš raditi  | budeš radio/la    | si radio/la; radio/la si                 |              | rad+aše>rađaše   | bio/la si radio/la         |
| On, Ona, Ono  | radi    | će raditi   | bude radio/la/lo  | је radio/la/lo; radio/la/lo је           |              | rad+aše>rađaše   | bio/la/lo је radio/la/lo   |
| mi            | radimo  | ćemo raditi | budemo radili/le  | smo radili/le; radili/le smo             |              | rad+asmo>rađasmo | bili/le smo radili/le      |
| Vi            | radite  | ćete raditi | budete radili/le  | ste radili/le; radili/le ste             |              | rad+aste>rađaste | bili/le ste radili/le      |
| Oni, One, Ona | rade    | će raditi   | budu radili/le/la | su radili/radile/radila; radili/le/la su |              | rad+ahu>rađahu   | bili/le/la su radili/le/la |

Овај метод се односи на глаголе као што су:
видети
ходати
причати
морати

##### Неправилни глаголи
Неправилни глаголи су сложеније конјугације него правилни глаголи. Ево примера глагола
моћи
| Заменица      | Презент | Футур     | Футур            | Прошло време                         | Прошло време | Прошло време | Прошло време              |
| Заменица      | Презент | први      | други            | перфекат                             | аорист       | имперфекат   | плусквамперфекат          |
| ------------- | ------- | --------- | ---------------- | ------------------------------------ | ------------ | ------------ | ------------------------- |
| Ја            | mogu    | ću moći   | budem mogao/la   | sam mogao/la; mogao/la sam           | mogoh        | mogah        | bio/la sam mogao/la       |
| Ti            | možeš   | ćeš moći  | budeš mogao/la   | si mogao/la; mogao/la si             | može         | mogaše       | bio/la si mogao/la        |
| On, Ona, Ono  | može    | će moći   | bude mogao/la/lo | је mogao/la/lo; mogao/la/lo je       | može         | mogaše       | bio/la/lo je mogao/la/lo  |
| Mi            | možemo  | ćemo moći | budemo mogli/le  | smo mogli/le; mogli/le smo           | mogosmo      | mogasmo      | bili/le smo mogli/le      |
| Vi            | možete  | ćete moći | budete mogli/le  | ste mogli/le; mogli/le ste           | mogoste      | mogaste      | bili/le ste mogli/le      |
| Oni, One, Ona | mogu    | će moći   | budu mogli/le/la | su mogli/mogle/mogla; mogli/le/la su | mogoše       | mogahu       | bili/le/la su mogli/le/la |

## Синтакса
Српски језик има богату реченичну структуру која се огледа у деклинацији именица и придева. Ово чини синтактичка правила често занемарљива и омогућава велику слободу у редоследу речи реченице.  У енглеском се на пример разлика између Man bites dog (Човек ујео пса) и Dog bites man (Пас ујео човека) огледа у синтакси. У српском у реченицама Човјек уједе пса и Човјека уједе пас имају исти ред речи, али значења се мењају именичким завршецима. Било који редослед ових трију речи је граматички исправан, али значење је јасно на основу деклинације. Међутим, уобичајени ред речи је субјекат-глагол-објекат.
Постоји известан број речи који немају акценат (енклитика) које морају да дођу на одређено место у реченици. Оне су редом:
1. упитне речце (само ли),
2. глаголи: енклитички облици глагола „бити“ осим je (сам, си, смо, сте, су, бих, би, бисмо, бисте), и „хтјети“ (ћу, ћеш, ће, ћемо и ћете)
3. личне заменице у дативу (ми, ти, му, јој, нам, вам, им),
4. повратна заменица у акузативу (само се), повратна заменица у дативу (само си)
5. личне заменице у акузативу (ме, те, га, је, ју, нас, вас, и их),
6. енклитички облик трећег лица једнине презента глагола „бити“ (je).

Енклитике морају скоро увек да буду на другој позицији у реченици, осим у упитним реченицама или ако се употребљава комбинација више енклитика.